# コンスタンス (アンティオキア女公)
コンスタンス・ダンティオケ（仏語：Constance d’Antioche）（1128年 - 1163年）は12世紀中ごろに活躍したノルマン人女公である。1130年から1163年にかけてアンティオキア公国を統治した。彼女はボエモン2世とアリックスの間に生まれた唯一の子供であった。父親のボエモン公が戦死した際、2歳という若さでアンティオキア公を継承したが、この時従兄弟のシチリア伯ルッジェーロ2世はコンスタンスの継承に反発し自らの公位継承の正当性を主張した。母親のアリックスが摂政に就任したが、アンティオキア諸侯はアリックスに反発し彼女の父親（コンスタンスの祖父）であるエルサレム王ボードゥアン2世を摂政に推した。1131年にボードゥアン2世が亡くなると、アリックスは摂政座に復位を試みたが、諸侯は再び彼女に反発し、彼女の義兄弟であるフルク5世を摂政に推した。
1136年、コンスタンスはレーモン・ド・ポワティエと結婚した。そしてそののち数年の間、コンスタンスが4人の子供を出産する中でレーモンはアンティオキア公国を統治した。1149年にレーモンが戦死すると、フルク王の息子ボードゥアン3世が摂政の座に就いた。彼はコンスタンスに自身と再婚するよう説得したが、彼女はそれを拒否した。また彼女は中年の東ローマ皇帝マヌエル1世コムネノスとの結婚要請も拒否した。結局、1153年、彼女はフランク人騎士ルノー・ド・シャティヨンと恋に落ちた末に結婚した。
しかし1160年/1161年、夫ルノーはムスリムの捕虜として捕えられた。この際、収監中の夫に代わって、コンスタンスは自身がアンティオキア女公として単独で公国を統治することを望んだが、エルサレム王ボードゥアン3世は彼女の15歳の息子ボエモン3世が正式なアンティオキア公であることを内外に宣言して彼女と対立した。しかしコンスタンスはボードゥアン王の宣言を無視し、東ローマ皇帝マヌエル1世の助けを得て公国の政権を握った。結局、コンスタンスは亡くなる少し前に息子によって政権から引き摺り下ろされた。

## 若年期
コンスタンスは1128年に誕生した。父親はアンティオキア公ボエモン2世、母親は前エルサレム王ボードゥアン2世の次女アリックス・ダンティオケであり、コンスタンスは彼らの唯一の子であった。コンスタンスは父方の祖母コンスタンス・ド・フランスにちなんで名付けられた。父ボエモンは1130年2月にジェイハン川沿いで戦死した。父の戦死後、アリックス公妃はひとり娘であるコンスタンスの摂政に就こうと企んだ。しかしこの時、アンティオキアでは「アリックスは娘のコンスタンスを修道院送りにする」、「アリックスはコンスタンスを平民に嫁がせようとしている」という噂が流れていた。またオートヴィル家の年長者であったルッジェーロ2世もまたアンティオキア公位を請求した。
公国で権力を握ろうとしていたアリックスに対してアンティオキア諸侯は反発し、エルサレム王ボードゥアン2世に使者を派遣して公国に来て摂政として公国を統治するよう要求したが、アリックスは父ボードゥアン2世に対して対抗するよう心づもりしていた。12世紀の歴史家ギヨーム・ド・ティールもまた「アリックスがアレッポ総督ザンギーに支援を要求した」としてアリックスを非難していた。ギヨーム・ド・ティールの文献によれば、彼女が派遣した使者はちょうどそのころにアンティオキアにやって来ていたボードゥアン2世の兵士に捕らえられたという。結果、それから程なくしてアリックスは父ボードゥアンに慈悲を乞う必要に迫られた。ボードゥアン2世はアリックスを公国の摂政から解任し、アンティオキアから離れるよう命じた。

## 治世

### 子供時代

1135年における十字軍国家の領域図

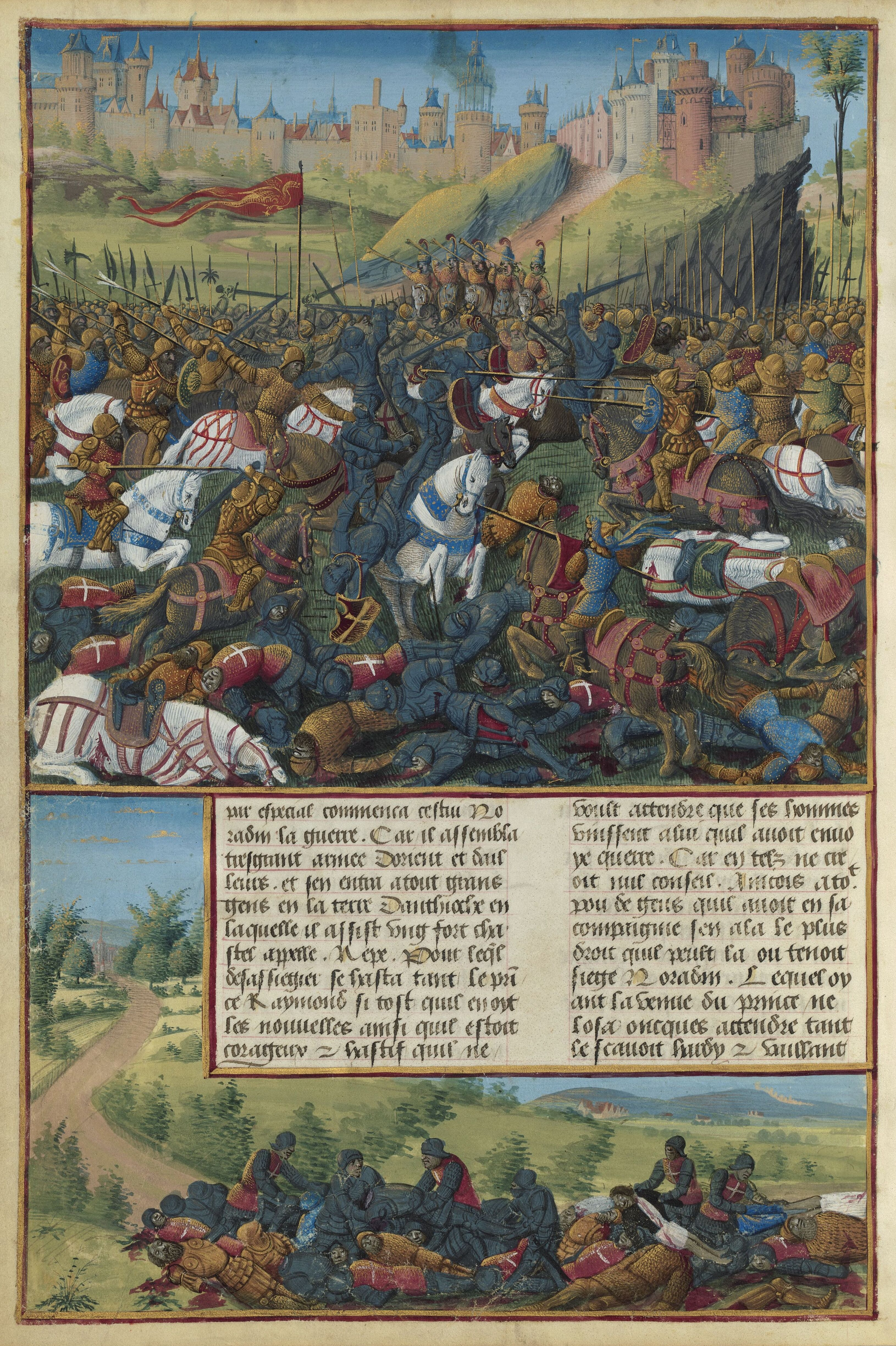
イナブの戦いで戦死したコンスタンスの最初に夫レーモン・ド・ポワティエ。15世紀に編纂された年代記ウトラメールへの旅（:en:Passages d'outremer）の挿絵より。

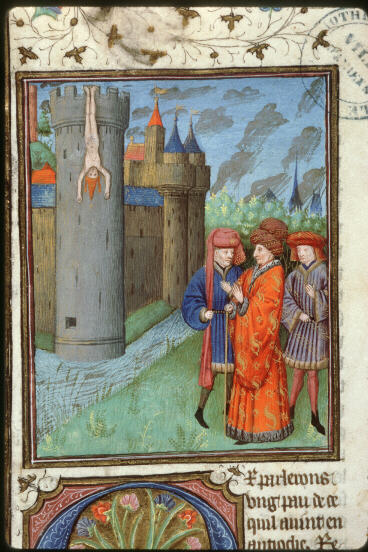
ルノー・ド・シャティヨンに拷問されているラテン・アンティオキア大司教エメリー・ド・リモージュ。

アンティオキア諸侯はボードゥアン2世を摂政と認め、彼と幼いコンスタンスに対して忠誠を誓った。ボードゥアン2世はエデッサ伯ジョスラン1世をコンスタンスの後見人に任じ、彼女が結婚するまで支援するよう命じた。しかし1131年8月21日にボードゥアン2世が、そしてその1週間後にジョスラン伯が立て続けに亡くなった。
両者が亡くなったことを受けて、アリックスは再び摂政の座に就こうと試みた。しかし今回もまた、アンティオキア諸侯は女性が公国を統治することに対して断固反対し、ボードゥアン2世の後継者でありアリックスの義兄弟でもあるエルサレム王フルク・ダンジューに使者を派遣した。アリックスはこの動きに対抗し、1132年初頭にエデッサ伯ジョスラン2世・トリポリ伯ポンスと同盟を締結してフルク王に抗した。ポンス伯はフルク王が自身の領国内を通行することを認めなかったため、フルク王は海路でアンティオキアに向かい、聖シメオン港に上陸した。そしてその地でアンティオキア諸侯はフルク王を公国の摂政であると承認した。そしてフルク王はアンティオキア公国軍総司令官レイノー1世マソワを公国の統治者に任じた。
1132年/1133年、ザンギーの命を受けたアレッポ領主Sawarが公国に侵攻したことを受けて、フルク王は再びアンティオキアに舞い戻った。侵攻軍を撃退したのち、フルク王はアンティオキアに入城した。この際、アンティオキア諸侯はより基盤の強い統治者を欲していたため、フルク王に対してコンスタンスに見合った結婚相手を選ぶよう要請した。フルク王はコンスタンスの相手としてアキテーヌ公ギヨーム9世の次男レーモン・ド・ポワティエを選出した。しかしフルク王はシチリア王ルッジェーロ2世とアリックスによる妨害を避けるため、この婚約成立について内外に宣言することはなかった。
ランシマンによれば、アリックスの姉メリザンド王妃は1135年にフルク王に対して妹のアンティオキア帰還を許可するよう説得したという。一方のアリックスは公国と東ローマ帝国との関係を強化するべく、マヌエル帝の息子ヨハネスの下にコンスタンスを嫁がせようとたくらんだ。アンティオキアと東ローマの接近を危惧したフルク王は大陸に使者を派遣し、コンスタンスの許嫁レーモンに対して早急にアンティオキアに来るよう強く要請した。エルサレムからの使者の要請に基づき、レーモンはフランスを出立し中東に向かったが、道中彼は変装してアンティオキアに向かったという。なぜならシチリア王ルッジェーロ2世が領国の南イタリアでレーモンを捕縛せんと試みていたからである。

### 最初の結婚
1136年4月にレーモン・ド・ポワティエはアンティオキアに到着した。この時、ラテン・エルサレム総大司教ラウール・ド・ドンフロンはアリックスに対して、レーモンは8歳の娘コンスタンスではなくアリックス自身と結婚するためにアンティオキアにはるばるやって来たと信じ込ませ、アリックスが浮かれている間にコンスタンスを宮廷から攫いだし、カシアン大聖堂にてレーモンとコンスタンスとの結婚を取り決めた。この結婚により、レーモンはアンティオキア公に就任し、アリックスは政権から退き、ラタキアにて隠遁生活を送った。
1147年初頭、シチリア王ルッジェーロ2世はフランス王ルイ7世に対して、第2回十字軍遠征中にフランス人十字軍団の聖地への輸送の請負を申し出た。この申し出を受けたフランス側は、ルッジェーロ2世がただ単にアンティオキア公爵位の強奪を目論んでいるだけなのではないかと不信がり、ルイ7世とアリエノール・ダキテーヌ（レーモン・ド・ポワティエの姪っ子）はこの申し出を固辞した。1148年3月には陸路でルイ7世が公国にやって来た。それから程なくして、アリエノール王妃とレーモン公とが愛し合っているという噂が十字軍戦士中で広まった。十字軍戦士たちは、フランス王に対して仇敵ヌールッディーンの拠点アレッポに対して軍事遠征を行うよう説得を試みたが、ルイ7世はアンティオキアを離れエルサレムに向かうことを決意し、アリノエールも自身の軍勢に同行させた。

### 未亡人時代
1149年6月29日、ヌールッディーンに対する軍事遠征の最中、イナブの戦いでレーモン公は戦死した。レーモン公とコンスタンスとの間には4人の子供がいたが4人ともまだ幼かったため、歴史家ギヨーム・ド・ティールによれば、「公爵としての責務を果たし、民衆を絶望の淵から救い出すことができる」人物は1人もいなかったという。公を打ち破ったヌールッディーンは公国に侵攻し、オロントス川以東の公国領を全て占領した。ラテン・アンティオキア大司教エメリー・ド・リモージュは指導者不在のアンティオキア防衛を担ったが、大半の貴族は盤石な基盤を持つ指導者を待ち望んでいた。レーモン公の戦死の報を受け、コンスタンス公妃の従兄弟でエルサレム王ボードゥアン3世はアンティオキアに急行し、急遽アンティオキア公国の摂政の役割を担った。ボードゥアン3世はこの時ヌールッディーンとの講和条約の締結も行った。
1150年夏、ボードゥアン3世は再びアンティオキアに舞い戻った。王はコンスタンスに対して再婚するよう説得し、3人の候補者（ソワソン伯イヴ・ゴーティエ・ド・サントメール・ラウール・ド・メルル）を提示したが、コンスタンスはこの説得に応じなかった。2年後、ボードゥアン3世はコンスタンスをトリポリに向かわせ、彼女の叔母たち（メリザンド王妃・ホディエルナ・ド・エルサレム）と面会させた。この面会で、メリザンド・ホディエルナ両名はコンスタンスに再婚するよう迫り、3人の候補者から再婚相手を選ぶよう説得を試みたが、コンスタンスは折れず再婚するという約束をすることなくアンティオキアに帰国した。ギヨーム・ド・ティールによれば、エメリー大司教は自身の手で公国政務を取り仕切りたいがために、コンスタンスに対して叔母・王たちの再婚要求に抗するよう説得したという。東ローマ皇帝マヌエル1世コムネノスは中年で未亡人であった義兄弟en:John Rogerios Dalassenosをアンティオキアに向かわせ、コンスタンスと結婚させようと企図した。当時のギリシャ人歴史家ヨハネス・キンナモスによれば、当時20代 - 30代であったコンスタンスは中年のJohnに対して嫌悪感を示していたとされ、結局コンスタンスは彼との結婚も拒んだ。
現代の歴史家スティーブン・ランシマンによれば、コンスタンスがボードゥアン王・マヌエル帝が提示した再婚候補者との再婚を拒否したのは、彼女が以前にフランス人騎士ルノー・ド・シャティヨンと出会っていたからであるという。ルノーはギヨーム・ド・ティールに「ただの一介の騎士」と言及されてすらいたが、コンスタンスはルノーとの婚約を取り決めた。コンスタンスはボードゥアン3世から結婚の許可を得たいがために、彼らは秘密裏に婚約を取り決めた。

### 2度目の結婚
ボードゥアン3世は結局彼らの結婚を許し、1153年初頭にコンスタンスとルノーは結婚した。結婚を経て、ルノーはアンティオキア公として公国政務を取り仕切るようになった。公爵となったルノーであったが、彼は公国民からは成り上がり者と見做されており、不人気な公爵であった。ルノー公は頻繁に資金を徴収する政策を行い、資金提供を拒んだエメリー大司教に対して拷問するなどという暴挙すら行った。その結果、大司教やマヌエル皇帝との対立につながった。そして1159年春には東ローマ皇帝はルノー公に対して、帝国に対して敬意を示すよう強制した。そして遂に1160/1161年の11月、周辺地域を襲撃している最中にアレッポ領主Majd al-Dinの軍勢に捕縛され、収監された。
ルノー公が捕虜となったのち、コンスタンスは公国の統治を自らの手で行うことを宣言するも、アンティオキア諸侯は女性君主よりも男性の君主の方を好んだ。そしてエルサレム王ボードゥアン3世がアンティオキアに急行し、コンスタンスの15歳の息子ボエモン3世を正当な公爵位継承者であると宣言した上で、摂政の任をアモーリー大司教に就かせた。しかしコンスタンスはボードゥアン3世の取り決めに断固拒否し、東ローマ皇帝マヌエルの後ろ盾をもって対抗する姿勢を示した。
マヌエル帝は自身の甥のビザンツ帝国海軍最高司令官アレクシオス・ブリュエンニオス・コムネノス（アンナ・コムネナの息子）とヨハネス・カマテロス（John Kamateros）をアンティオキアに派遣し、彼とコンスタンスの娘マリー・ダンティオケとの婚約締結会談を開始した。その後、婚約取り決めは成立し、皇帝の代理人はコンスタンスのアンティオキア公国の統治者としての立場を承認した。ボードゥアン3世はアンティオキアに滞在し皇帝使節と面会したものの、この取り決めに抗議することはなかった。
1163年、コンスタンスの息子ボエモンは成人した。コンスタンスは息子のボエモンに公国統治の実権を奪われることを良しとせず、東ローマ帝国のキリキア統治者であるコンスタンティン・カラマノスの支援を得ようと目論んだ。しかし、アンティオキア諸侯はキリキア・アルメニア候トロス2世と手を組んでコンスタンスに対抗し、結果諸侯らはコンスタンスをアンティオキアから追放することに成功した。追放後、アンティオキア公国の統治権はボエモン3世の手に渡った。一方、追放されたコンスタンスはランシマンによれば、その後間もなく、ラタキアかビブロスで亡くなったという。

## 家族
コンスタンスの最初の夫レーモン・ド・ポワティエは、アキテーヌ公ギヨーム9世とギヨームの後妻フィリッパ・ド・トゥールーズの次男であり、1114年の生まれであった。同時代の歴史家ギヨーム・ド・ティールによれば、1149年に夫レーモンが亡くなった際、コンスタンスのもとには2人の息子と多くの幼い娘が残されていたという。彼らの長男ボエモン3世はレーモンが亡くなったとき、まだ5歳であった。彼は成人後の1163年、母コンスタンスからアンティオキア公国の実権を奪還した。コンスタンスとレーモンの娘の内、美貌で名をはせていたマリー・ダンティオケは、1161年に東ローマ皇帝マヌエル1世コムネノスと結婚した。またもう一人の娘フィリッパ・ダンティオケは1160年代後半にトロン領主オンフロワ2世と結婚した。
コンスタンスの次男ボードゥアンの父親は、レーモンであるのかルノーであるのか解明されていない。ボードゥアンは1176年9月17日、東ローマ帝国軍騎馬部隊の指揮官としてミュリオケファロンの戦いに参加し、戦死した。またルノーとの間に生まれた娘アニェス・ダンティオケは1204年にハンガリー王ベーラ3世の下に嫁ぎ、ハンガリー王妃となった。次いで次女のアリックスは1204年にエステ辺境伯アッツォ6世・デステの下に嫁ぎ、3人目の伯爵夫人となった。

## 参照
1. ↑  Hodgson 2007, p. 182.
2. ↑  Runciman 1989, p. 176.
3. ↑  Murray 2016, pp. 81, 83.
4. ↑  Murray 2016, p. 84.
5. 1 2 3 4  Nicholson 1969, p. 431.
6. ↑  Murray 2016, p. 81.
7. 1 2 3 4 5 6  Runciman 1989, p. 183.
8. 1 2  Norwich 1992, p. 473.
9. ↑  Murray 2016, p. 85.
10. ↑  Buck 2017, p. 221.
11. 1 2 3  Runciman 1989, p. 184.
12. ↑  Runciman 1989, p. 185.
13. ↑  Barber 2012, p. 152.
14. 1 2 3  Runciman 1989, p. 188.
15. 1 2 3 4  Nicholson 1969, p. 433.
16. ↑  Runciman 1989, pp. 188, 190.
17. 1 2  Runciman 1989, p. 190.
18. ↑  Runciman 1989, p. 195.
19. 1 2 3  Runciman 1989, p. 198.
20. 1 2  Nicholson 1969, p. 434.
21. 1 2  Barber 2012, p. 153.
22. 1 2  Runciman 1989, p. 199.
23. ↑  Runciman 1989, pp. 199–200.
24. 1 2  Runciman 1989, p. 200.
25. ↑  Norwich 1992, pp. 484–486.
26. ↑  Norwich 1992, p. 486.
27. 1 2  Runciman 1989, p. 278.
28. ↑  Barber 2012, p. 188.
29. ↑  Baldwin 1969, pp. 532–533.
30. ↑  Hodgson 2007, pp. 182–183.
31. 1 2 3 4  Baldwin 1969, p. 533.
32. ↑  Runciman 1989, pp. 330–331.
33. 1 2 3  Runciman 1989, p. 331.
34. 1 2  Runciman 1989, p. 333.
35. ↑  Hodgson 2007, p. 187.
36. 1 2 3  Barber 2012, p. 208.
37. ↑  Runciman 1989, p. 331 (note 1).
38. 1 2  Runciman 1989, p. 332.
39. 1 2 3  Runciman 1989, p. 345.
40. 1 2  Barber 2012, p. 206.
41. 1 2 3  Baldwin 1969, p. 540.
42. ↑  Baldwin 1969, pp. 543–544.
43. ↑  Runciman 1989, p. 357.
44. 1 2  Runciman 1989, p. 358.
45. 1 2 3  Barber 2012, p. 215.
46. ↑  Runciman 1989, p. 359.
47. 1 2 3  Runciman 1989, p. 360.
48. ↑  Baldwin 1969, p. 547.
49. ↑  Runciman 1989, p. 364.
50. ↑  Runciman 1989, pp. 364–365.
51. ↑  Runciman 1989, p. 365 (note 1).
52. ↑  Meade 1991, pp. 8, 22.
53. ↑  Dunbabin 2000, p. 384.
54. ↑  Meade 1991, pp. 18, 22.
55. ↑  Runciman 1989, p. 330.
56. 1 2  Hodgson 2007, p. 183.
57. ↑  Garland 1999, p. 201.
58. ↑  Runciman 1989, p. 378.
59. ↑  Hamilton 2000, pp. xviii, 40–41.
60. ↑  Runciman 1989, p. 365, Appendix III (Genealogical tree No. 2.).
61. ↑  Runciman 1989, p. 413.
62. ↑  Runciman 1989, p. 365 (note 2).
63. ↑  Chiappini 2001, p. 31.

## 関連文献
- Hamilton, Bernard (1978). “The Elephant of Christ: Reynald of Châtillon”. Studies in Church History 15 (15):  97–108. doi:10.1017/S0424208400008950. ISSN 0424-2084.